# Décennie 1940 en arts plastiques
Chronologie des arts plastiques
Années 1930 - Années 1940 - Années 1950
Cet article concerne les années 1940 en arts plastiques.

## Événements
- 16 avril-7 mai 1940 : le peintre chilien Roberto Matta expose pour la première fois à New York à la Julien Levy Gallery[1].
- 10 mai 1940 : début de l'invasion allemande de la France ; Vassily et Nina Kandinsky, après avoir quitté l’Allemagne nazie en 1933, doivent se réfugier à Cauterets dans les Pyrénées. Ils rentrent à Paris fin août[2].
- 30 octobre 1941 : plusieurs peintres et sculpteurs français (dont Kees van Dongen, Maurice de Vlaminck, André Derain, André Dunoyer de Segonzac et Paul Belmondo) se rendent en Allemagne nazie pour un voyage d'étude organisé par les services de propagande nazis à Paris (Propaganda-Abteilung Frankreich)[3].

- 19 janvier 1942 : première exposition Mondrian à New York à la Dudensing Gallery, sa seule exposition monographique[4].
- 3 mars-28 mars 1942 : exposition Artistes en exil (Artists in Exile) à la galerie Pierre Matisse à New York, avec Breton, Chagall, Ernst, Léger, Lipchitz, Masson, Matta, Mondrian, Tanguy et Zadkine[5].
- 15 mai-31 juillet 1942 : exposition du sculpteur  officiel du Troisième Reich Arno Breker à l'Orangerie[3].
- 21 juillet 1942 : exposition de Vassily Kandinsky à la Galerie Jeanne Bucher à Paris ; les autorités allemandes la font fermer le lendemain[6].
- 20 octobre 1942 : ouverture à New York de la galerie Art of this Century de Peggy Guggenheim[7].
- 1942 : Salvador Dalí, exilé aux États-Unis, publie son autobiographie La Vie secrète de Salvador Dali[8].

- 9-27 novembre 1943 : première exposition Pollock à la galerie Art of this Century  à New York[9].
- 4 octobre 1944 : Pablo Picasso annonce qu’il adhère au Parti communiste français[10].
- 6 octobre 1944 : inauguration à Paris du Salon d'automne, baptisé Salon de la Libération[11] (Pablo Picasso, Paul Klee, Joan Miró, Max Ernst, Nicolas de Staël).
- 20 octobre-18 novembre 1944 : première exposition personnelle Jean Dubuffet à la Galerie René Drouin à Paris[12].

- 10 juillet 1945 : réouverture du musée du Louvre à Paris et inauguration de l'exposition « Les chefs-d'œuvre de la peinture »[13].
- 26 octobre-17 novembre 1945 : Les Otages, série de toiles et de sculptures produite par Jean Fautrier pendant l’Occupation est exposée Galerie René Drouin à Paris[14].

- 15 février-15 mars 1946 : Art et Résistance, exposition où Picasso présente Le Charnier et le Monument aux Espagnols morts pour la France[15] au musée des Arts modernes[16].
- 26 mars-20 avril 1946 : première exposition personnelle à New York du peintre Maria Elena Vieira da Silva organisée par  Jeanne Bucher à la galerie Marian Willard[17].
- 19 juillet 1946-18 août 1946 : premier Salon des réalités nouvelles au Palais des Beaux-Arts de la ville de Paris[18], qui représente l’abstraction, l’art concret et le constructivisme.

- 15 mai 1947 : ouverture à Paris du musée de l’Impressionnisme dans la salle du Jeu de Paume[19].
- 22 mai 1947 : création à New York de l’agence Magnum, coopérative de photographes qui compte pour membres fondateurs Henri Cartier-Bresson, Robert Capa, George Rodger et David Seymour[20].
- 9 juin 1947  : inauguration à Paris du Musée national d'Art moderne[21].
- 7 juillet 1947  : exposition internationale du surréalisme organisée Galerie Maeght à Paris par André Breton et Marcel Duchamp[22].

- 5-7 novembre 1948 : constitution du groupe Cobra (Copenhague, Bruxelles, Amsterdam) qui réunit le peintre danois Asger Jorn, les Néerlandais Karel Appel, Corneille et Constant et les Belges Christian Dotremont et Joseph Noiret[23].
- Octobre 1949 : Jean Dubuffet présente sa première exposition d'Art brut à la galerie René Drouin à Paris, accompagné d'un livret en forme de manifeste intitulé « L'art brut préféré aux arts culturels »[24].

## Réalisations
- 21 janvier 1942 : Edward Hopper achève sa toile Nighthawks (Oiseaux de nuit)[25].
- 1943 : Rouault peint Deux frères.
- 1947 : Full Fathom Five, premier « dripping » de Jackson Pollock, œuvres exécutées en projetant sur la toile des coulées de peinture[26].